# Oscar 2019
Cea de a 91-a ediție a Premiilor Academiei Americane de Film a avut loc în 24 februarie 2019 la Teatrul Dolby din Hollywood, Los Angeles. Au fost decernate premii pentru 24 de categorii. Ceremonia a fost televizată în SUA de către ABC, fiind produsă de Donna Gigliotti și Glenn Weiss, cu Weiss și ca regizor.

## Nominalizări

### Premii
| Cel mai bun film - Green Book – Jim Burke, Charles B. Wessler, Brian Currie, Peter Farrelly și Nick Vallelonga - Black Panther – Kevin Feige - BlacKkKlansman – Sean McKittrick, Jason Blum, Raymond Mansfield, Jordan Peele și Spike Lee - Bohemian Rhapsody – Graham King - Favorita – Ceci Dempsey, Ed Guiney, Lee Magiday și Yorgos Lanthimos - Roma – Gabriela Rodríguez și Alfonso Cuarón - S-a născut o stea – Bill Gerber, Bradley Cooper și Lynette Howell Taylor - Vice – Dede Gardner, Jeremy Kleiner, Adam McKay și Kevin J. Messick | Cel mai bun regizor - Alfonso Cuarón – Roma - Spike Lee – BlacKkKlansman - Paweł Pawlikowski – Cold War - Yorgos Lanthimos – Favorita - Adam McKay – Vice |
| Cel mai bun actor - Rami Malek – Bohemian Rhapsody în rolul Freddie Mercury - Christian Bale – Vice în rolul Dick Cheney - Bradley Cooper – S-a născut o stea în rolul Jackson "Jack" Maine - Willem Dafoe – At Eternity's Gate în rolul Vincent van Gogh - Viggo Mortensen – Green Book în rolul Frank "Tony Lip" Vallelonga | Cea mai bună actriță - Olivia Colman – Favorita în rolul Anna a Marii Britanii - Yalitza Aparicio – Roma în rolul Cleodegaria "Cleo" Gutiérrez - Glenn Close – The Wife în rolul Joan Castleman - Lady Gaga – S-a născut o stea în rolul Ally Campana - Melissa McCarthy – Can You Ever Forgive Me? în rolul Lee Israel |
| Cel mai bun actor în rol secundar - Mahershala Ali – Green Book în rolul Don Shirley - Adam Driver – BlacKkKlansman în rolul Philip "Flip" Zimmerman - Sam Elliott – S-a născut o stea în rolul Bobby Maine - Richard E. Grant – Can You Ever Forgive Me? as Jack Hock - Sam Rockwell – Vice as George W. Bush | Cea mai bună actriță în rol secundar - Regina King – If Beale Street Could Talk în rolul Sharon Rivers - Amy Adams – Vice în rolul Lynne Cheney - Marina de Tavira – Roma în rolul Sofía - Emma Stone – Favorita în rolul Abigail Masham, Baroness Masham - Rachel Weisz – Favorita în rolul Sarah Churchill, Ducesă de Marlborough |
| Cel mai bun scenariu original - Green Book – scenariu de Nick Vallelonga, Brian Currie and Peter Farrelly - Favorita – scenariu de Deborah Davis and Tony McNamara - First Reformed – scenariu de Paul Schrader - Roma – scenariu de Alfonso Cuarón - Vice – scenariu de Adam McKay | Cel mai bun scenariu adaptat - BlacKkKlansman – scenariu de Charlie Wachtel & David Rabinowitz și Kevin Willmott & Spike Lee, bazate pe memoriile Black Klansman de Ron Stallworth - The Ballad of Buster Scruggs – scenariu de Joel Coen & Ethan Coen, bazat pe nuvelele All Gold Canyon de Jack London, The Gal Who Got Rattled de Stewart Edward White și pe nuvelele lui Joel Coen & Ethan Coen - Can You Ever Forgive Me? – scenariu de Nicole Holofcener și Jeff Whitty, bazate pe memoriile lui Lee Israel - If Beale Street Could Talk – scenariu de Barry Jenkins, bazate pe the novel de James Baldwin - S-a născut o stea – scenariu de Eric Roth, Bradley Cooper & Will Fetters; bazate pe scenariu din 1954 de Moss Hart și scenariu din 1976 de Joan Didion, John Gregory Dunne & Frank Pierson; bazat pe povestea lui Robert Carson & William A. Wellman |
| Cel mai bun lung-metraj de animație - Spider-Man: Into the Spider-Verse – Bob Persichetti, Peter Ramsey, Rodney Rothman, Phil Lord and Christopher Miller - Incredibles 2 – Brad Bird, John Walker și Nicole Paradis Grindle - Isle of Dogs – Wes Anderson, Scott Rudin, Steven Rales și Jeremy Dawson - Mirai – Mamoru Hosoda și Yūichirō Saitō - Ralph Breaks the Internet – Rich Moore, Phil Johnston și Clark Spencer | Cel mai bun film într-o limbă străină - Roma în limba spaniolă – regizat de Alfonso Cuarón - Capernaum în limba arabă – regizat de Nadine Labaki - Cold War în limba poloneză și limba franceză – regizat de Paweł Pawlikowski - Never Look Away în limba germană – regizat de Florian Henckel von Donnersmarck - Shoplifters în limba japoneză – regizat de Hirokazu Kore-eda |
| Cel mai bun lung-metraj documentar - Free Solo – Elizabeth Chai Vasarhelyi, Jimmy Chin, Evan Hayes și Shannon Dill - Hale County This Morning, This Evening – RaMell Ross, Joslyn Barnes și Su Kim - Minding the Gap – Bing Liu și Diane Quon - Of Fathers and Sons – Talal Derki, Ansgar Frerich, Eva Kemme și Tobias N. Siebert - RBG – Betsy West și Julie Cohen | Cel mai bun scurt-metraj documentar⁠(d) - Period. End of Sentence. – Rayka Zehtabchi și Melissa Berton - Black Sheep – Ed Perkins și Jonathan Chinn - End Game – Rob Epstein și Jeffrey Friedman - Lifeboat – Skye Fitzgerald și Bryn Mooser - A Night at The Garden – Marshall Curry |
| Cel mai bun scurt-metraj artistic - Skin – Guy Nattiv și Jaime Ray Newman - Detainment – Vincent Lambe și Darren Mahon - Fauve – Jérémy Comte și Maria Gracia Turgeon - Marguerite – Marianne Farley și Marie-Hélène Panisset - Mother – Rodrigo Sorogoyen și María del Puy Alvarado | Cel mai bun scurt-metraj de animație - Bao – Domee Shi și Becky Neiman-Cobb - Animal Behaviour – Alison Snowden și David Fine - Late Afternoon – Louise Bagnall și Nuria González Blanco - One Small Step – Andrew Chesworth și Bobby Pontillas - Weekends – Trevor Jimenez |
| Cea mai bună coloană sonoră - Black Panther – Ludwig Göransson - BlacKkKlansman – Terence Blanchard - If Beale Street Could Talk – Nicholas Britell - Isle of Dogs – Alexandre Desplat - Mary Poppins Returns – Marc Shaiman | Cel mai bun cântec original - "Shallow" din S-a născut o stea – muzică și versuri de Lady Gaga, Mark Ronson, Anthony Rossomando și Andrew Wyatt - "All the Stars" din Black Panther – muzică de Mark Spears, Kendrick Lamar Duckworth și Anthony Tiffith; versuri de Kendrick Lamar Duckworth, Anthony Tiffith și Solána Rowe - "I'll Fight" din RBG – muzică și versuri de Diane Warren - "The Place Where Lost Things Go" from Mary Poppins Returns – muzică de Marc Shaiman; versuri de Marc Shaiman și Scott Wittman - "When a Cowboy Trades His Spurs for Wings" din The Ballad of Buster Scruggs – muzică și versuri de David Rawlings și Gillian Welch |
| Cea mai bună regie de sunet - Bohemian Rhapsody – John Warhurst și Nina Hartstone - Black Panther – Benjamin A. Burtt și Steve Boeddeker - First Man – Ai-Ling Lee și Mildred Iatrou Morgan - A Quiet Place – Ethan Van der Ryn și Erik Aadahl - Roma – Sergio Díaz și Skip Lievsay | Cel mai bun mixaj sonor - Bohemian Rhapsody – Paul Massey, Tim Cavagin și John Casali - Black Panther – Steve Boeddeker, Brandon Proctor and Peter J. Devlin - First Man – Jon Taylor, Frank A. Montaño, Ai-Ling Lee și Mary H. Ellis - Roma – Skip Lievsay, Craig Henighan și José Antonio Garcia - S-a născut o stea – Tom Ozanich, Dean Zupancic, Jason Ruder și Steve A. Morrow |
| Cel mai bun design de producție (decoruri) - Black Panther – Production Design: Hannah Beachler; Set Decoration: Jay Hart - Favorita – Production Design: Fiona Crombie; Set Decoration: Alice Felton - First Man – Production Design: Nathan Crowley; Set Decoration: Kathy Lucas - Mary Poppins Returns – Production Design: John Myhre; Set Decoration: Gordon Sim - Roma – Production Design: Eugenio Caballero; Set Decoration: Bárbara Enríquez                                                                                            | Cea mai bună imagine - Roma – Alfonso Cuarón - Cold War – Łukasz Żal - Favorita – Robbie Ryan - Never Look Away – Caleb Deschanel - S-a născut o stea – Matthew Libatique |
| Cel mai bun machiaj - Vice – Greg Cannom, Kate Biscoe și Patricia Dehaney - Border – Göran Lundström și Pamela Goldammer - Mary Queen of Scots – Jenny Shircore, Marc Pilcher și Jessica Brooks | Cele mai bune costume - Black Panther – Ruth E. Carter - The Ballad of Buster Scruggs – Mary Zophres - The Favourite – Sandy Powell - Mary Poppins Returns – Sandy Powell - Mary Queen of Scots – Alexandra Byrne |
| Cea mai bună editare de film - Bohemian Rhapsody – John Ottman - BlacKkKlansman – Barry Alexander Brown - Favorita – Yorgos Mavropsaridis - Green Book – Patrick J. Don Vito - Vice – Hank Corwin | Cele mai bune efecte vizuale - First Man – Paul Lambert, Ian Hunter, Tristan Myles și J. D. Schwalm - Avengers: Infinity War – Dan DeLeeuw, Kelly Port, Russell Earl și Dan Sudick - Christopher Robin – Christopher Lawrence, Michael Eames, Theo Jones și Chris Corbould - Ready Player One – Roger Guyett, Grady Cofer, Matthew E. Butler și David Shirk - Solo: A Star Wars Story – Rob Bredow, Patrick Tubach, Neal Scanlan și Dominic Tuohy |